# Karl Friedrich Wunder

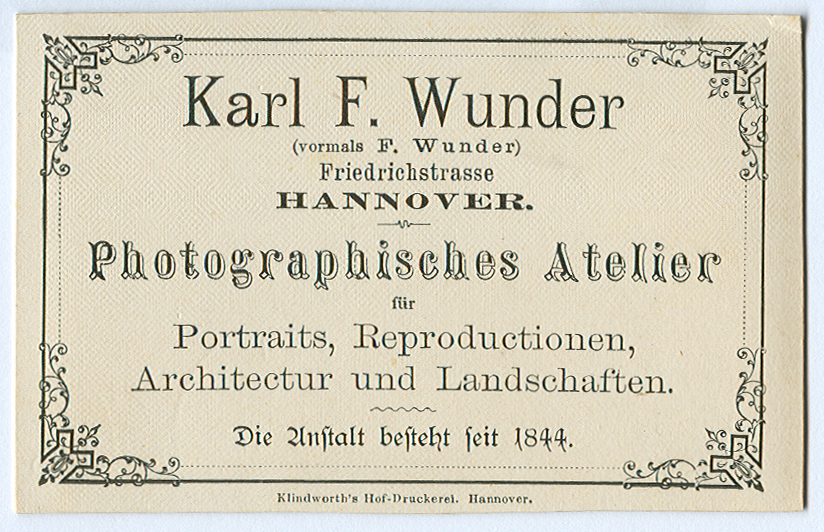
Zadní strana vizitky Karla F. Wundera, asi 1879

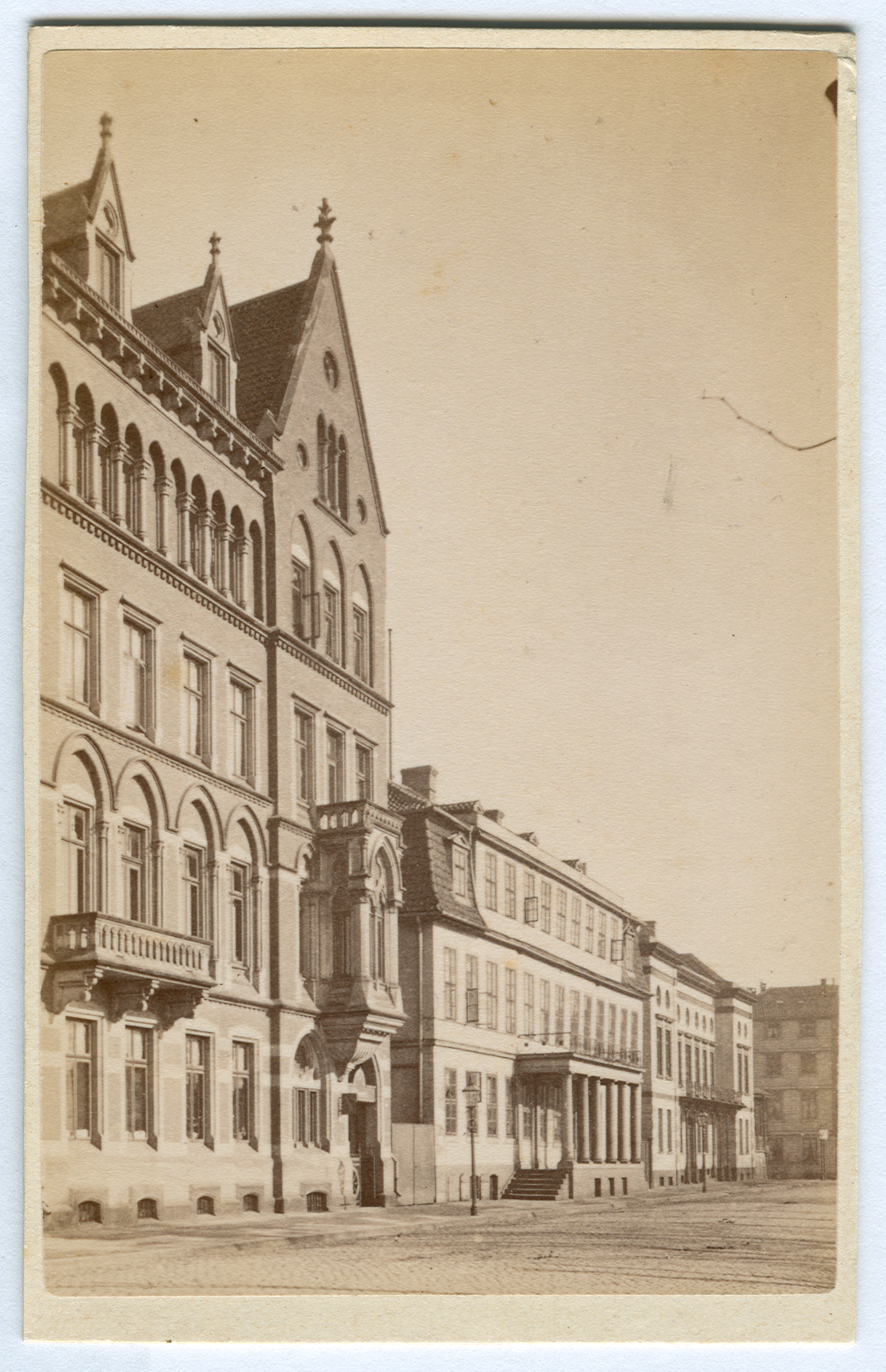
Novostavba Wunderova domu (vlevo)

Karl Friedrich Wunder (1849 Hannover – 1924 tamtéž) byl německý fotograf, vydavatel fotoknih a pohlednic.

## Život
Narodil se v době prvních fotografických vizitek a fotografovat ho naučil jeho otec Friedrich Karl Wunder. Byl druhým nejstarším synem prvního a nejznámějšího hannoverského fotografa 19. století. Roku 1875 převzal otcův závod.
Roku 1878 se zúčastnil spolu se svým bratrem Otto Wunderem všeobecné živnostenské výstavy provincie Hannover. V novinách vyšlých u příležitosti této výstavy stojí: „… Jsou to většinou portréty známých hannoverských osobností v dokonalém provedení. Držení těla, osvětlení a retuš jsou v nejlepším souladu - vše ještě vylepšeno elegantními rámy z podniku Siegmunda Federleina.“
V letech 1878 až 1879 si nechal postavil architektem Christophem Hehlem Wunderův dům v Hannoveru, kde byl byt a zároveň obchod. Budova stála ve Friedrichstraße (dnes Friedrichswall 17), která tenkrát platila za nejlepší adresu. Červená cihlová budova v pozdněgotickém stylu byla první měšťanskou čtyřpatrovou stavbou v ulici, které dříve dominovaly aristokratické paláce. Budova naproti Nové radnici byla poškozena bombami za druhé světové války, její fasáda zůstala z větší části zachována a dnes je památkově chráněna.
Začátkem osmdesátých let 19. století byl Wunder předsedou Spolku německých fotografů, který jako první sdružoval profesionály zabývající se fotografií s celoněmeckou působností.
Později po zavedení telefonu v Hannoveru 1887 vedl Karl F. Wunder pobočku v Lipsku pod firmou Georg Brokesch.
V letech 1886 až 1889 učil Waldemara Titzelthalera.
Fotozávod nepřežil hospodářské problémy v době inflace po první světové válce.“
Karl byl spolu se svým bratrem Ottou pohřben vedle svých rodičů na Engesohderském hřbitově v Hannoveru.

## Dílo
Protože v roce 1875 převzal otcův závod i se skleněnými negativy, nejsou mu připsány všechny později datované snímky, některé vytvořil ještě jeho otec.
Pokročilá fototechnika umožnila zkrátit čas osvitu a tvořit celé série
- momentek, na nichž jsou zřetelně vidět i pohybující se předměty.
- Vytvořil fotoknihu Hannover – 26 názorů na umělecký snímek a také
- četné fotoilustrace, jako např. v knize Adolfa Kieperta Hannover slovem a obrazem (viz Literatura)

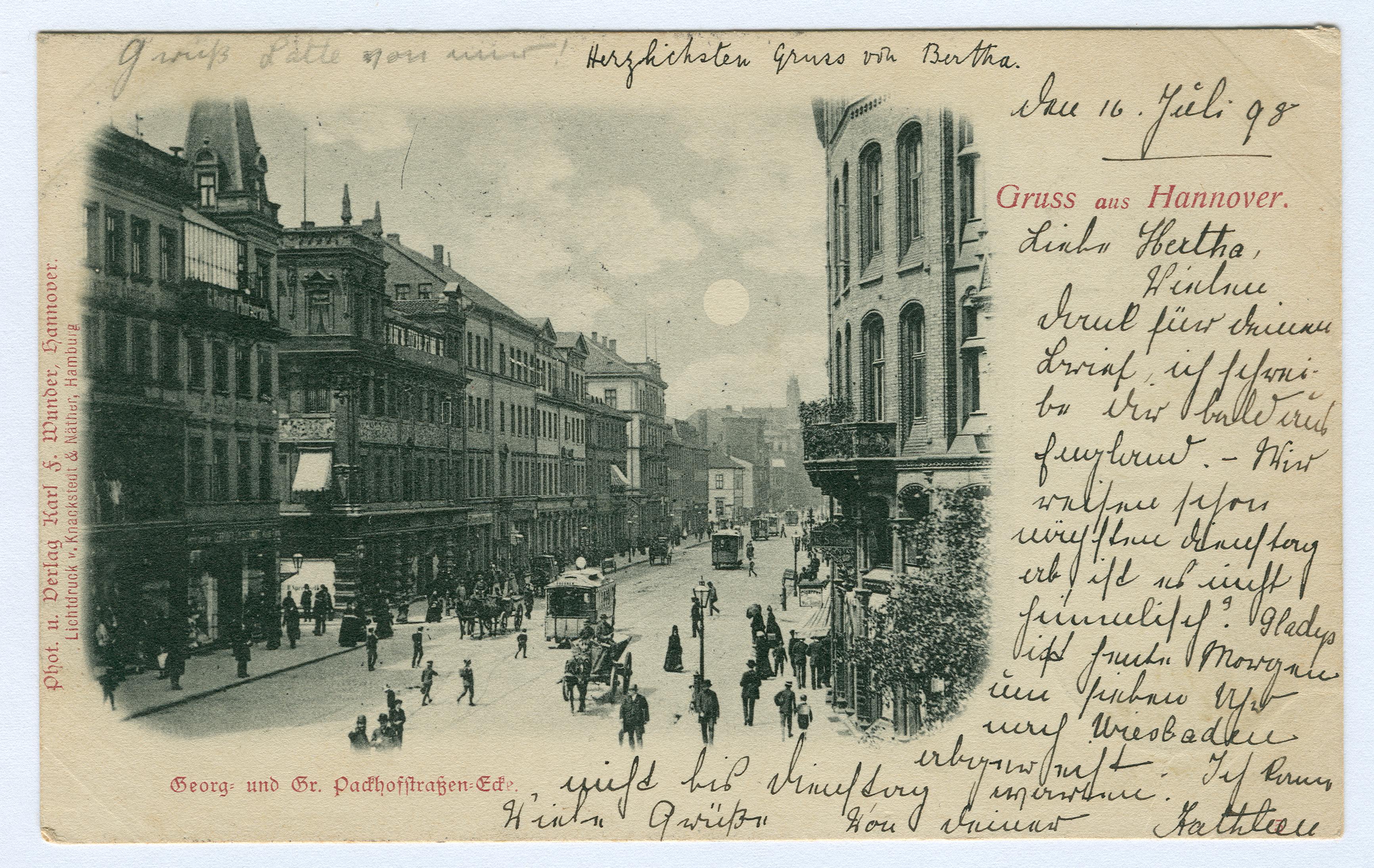
Měsíční svit v Georgstraße; vytvořeno světlotiskem firmou Knackstedt & Näther v Hamburku

Podobně jako jeho hannoverský kolega Ludwig Hemmer vytvářel také Karl Friedrich Wunder
- ještě neprobádané množství číslovaných, částečně kolorovaných, metodou světlotisku vytvořených pohlednic. Dosud bylo identifikováno více než tisíc těchto fotografií, např. interiér tehdy ještě nezničeného bývalého Leibnitzova domu v Hannoveru.[7]
  - Mezi těmito číslovanými snímky se nacházejí i historické obrazové dokumenty z regionu Hannover,[8]
  - Fotografie vojáků německého císařství na vojenských manévrech s děly v ještě neidentifikovaném terénu.[9]
  - série tzv. "zážitkových snímků" jako byla návštěva císařovny v Lindenu u "Černého medvěda"[10] nebo také
  - četné historické motivy z dnešního Národního parku Harz[11]
- Wunder vytvořil dosud neznámý počet nečíslovaných pohlednic; ty zřejmě nebyly určeny k prodeji samotným vydavatelem, nýbrž byly vyrobeny pro zákazníky, kteří je prodávali na vlastní účet nebo jim sloužily jako reklama.[12]

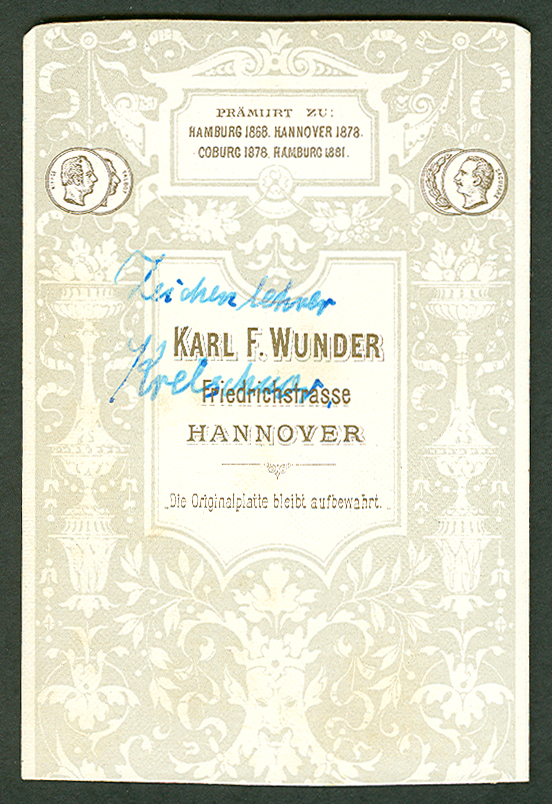
Seznam „ocenění“ na „vizitce“ Wilhelma Kretschmera

## Vyznamenání
Wunder byl několikrát „oceněn“
- 1868 v Hamburku
- 1878 v Hannoveru
- 1878 v Coburgu
- 1881 v Hamburku